# Lovebugs
Lovebugs – szwajcarski zespół muzyczny założony w 1992 roku, reprezentant Szwajcarii w 54. Konkursie Piosenki Eurowizji w 2009 roku.
12 maja zespół wystąpił jako ósmy w kolejności podczas pierwszego półfinału konkursu i zajął w nim ostatecznie 14. miejsce z 15 punktami na koncie, przez co nie awansował do finału.

## Członkowie
- Adrian Sieber – śpiew
- Thomas Rechberger – gitara
- Florian Senn – basy
- Stefan Wagner – klawisze
- Simon Ramseier – perkusja

## Dyskografia

### Albumy
- Fluff (1994)
- Tart (1995)
- Lovebugs (1996)
- Lovebugs (1997; remix album)
- Live Via Satellite – The Radio X-Session (1999)
- Transatlantic Flight (2000)
- Awaydays (2001)
- 13 Songs with a View (2003)
- Naked (Unplugged) (2005)
- In Every Waking Moment (2006)
- The Highest Heights (2009)
- Only Forever: The Best of Lovebugs (2009)
- Life is Today (2012)

### Single
- 1996 – „Fantastic”
- 1998 – „Angel Heart”
- 1999 – „Under My Skin”
- 2000 – „Bitter Moon”
- 2001 – „Music Makes My World Go Round”
- 2001 – „Coffee and Cigarettes”
- 2002 – „Flavour of the Day”
- 2003 – „A Love Like Tides”
- 2006 – „The Key”
- 2006 – „Avalon” (z Lene Marlin)
- 2009 – „21st Century Man”
- 2009 – „The Highest Heights”
- 2009 – „Shine”
- 2012 – „Truth Is”
- 2012 – „Little Boy” (z Søren Huss)
- 2012 – „Jennifer Beals”
- 2012 – „Fortuna!”